# 奥尔瓦讷河
奥尔瓦讷河（法語：Orvanne，法語發音：[ɔʁvan] ⓘ）是法国约讷省与塞纳-马恩省的河流，是卢万河的右支流，长38.8千米，发源自圣瓦莱里安，于莫雷-卢万和奥尔瓦讷流入卢万河。